# Nowogródek Pomorski

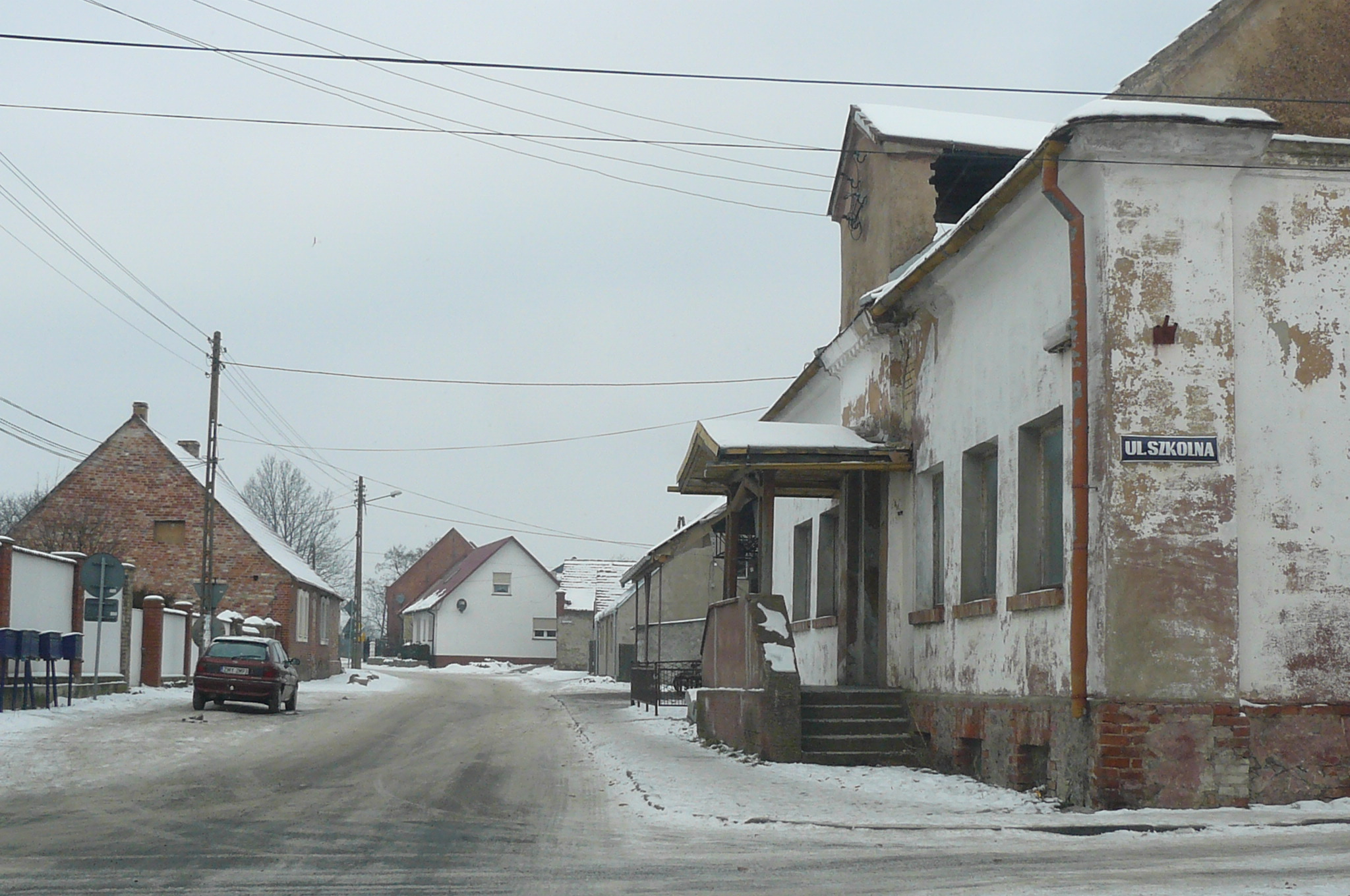
Fragment centrum

Nowogródek Pomorski (niem.Neuenburg) – wieś (dawniej miasto) w północno-zachodniej Polsce położona w województwie zachodniopomorskim, w powiecie myśliborskim, siedziba gminy Nowogródek Pomorski.
W 2002 r. wieś miała 560 mieszkańców.
Nowogródek uzyskał lokację miejską w 1317 roku, zdegradowane przed 1500 rokiem.

## Lokalizacja i walory turystyczne
Niegdyś miasto, obecnie duża wieś położona 24 km na północny zachód od Gorzowa Wielkopolskiego, obok lokalnej drogi łączącej Myślibórz (12 km) z Barlinkiem (16 km). Około 0,3 km na zachód od Nowogródka Pomorskiego przebiega droga krajowa nr 3 Szczecin – Gorzów Wlkp. Miejscowość jest siedzibą gminy Nowogródek Pomorski. Oprócz siedziby władz gminy w Nowogródku Pomorskim znajduje się Gminne Centrum Informacji, Szkoła Podstawowa im Unii Europejskiej, Biblioteka Publiczna, boisko sportowe, poczta, ośrodek zdrowia, lecznica zwierząt, sklepy spożywczo – przemysłowe, sala wiejska, remiza strażacka, parafia, cmentarz i przystanki PKS.
Najbliższy duży zbiornik wodny (jezioro Karskie Wielkie) położony jest 4 km na wschód od Nowogródka Pomorskiego, w otulinie Barlinecko-Gorzowskiego Parku Krajobrazowego. Na południe i wschód od Nowogródka leżą są duże obszary leśne.

## Historia
Badania archeologiczne potwierdzają istnienie w tym miejscu osady z okresu kultury łużyckiej, później w X–XIV w. istniał tu gród. W 1232 r. okoliczne tereny zostały nadane przez Władysława Odonicza zakonowi templariuszy, którzy w 1261 r. zrzekli się ich na rzecz margrabiów brandenburskich. Nie jest znana data nadania praw miejskich Nowogródkowi, Nienborch wzmiankowany był w 1298 r., w XIII w. powstaje solidny murowany kościół, od tego czasu istnieją tu majątki rycerskie. Rodzina von Liebenthal miała tu dobra do XVII w. Miasteczko nie posiadało obwarowań i miało charakter otwarty.
W czasie wojny trzydziestoletniej (1618–1648), Nowogródek zostaje całkowicie zniszczony i zdegradowany do roli wsi. Odbudowa trwała bardzo długo, kościół odnowiono dopiero po 100 latach. Na początku XIX w. wieś liczyła 70 domów, powstała cegielnia i dwa wiatraki. W I połowie XX w. wieś miała charakter rolniczy, hodowano bydło, trzodę chlewną i konie, największe gospodarstwo posiadał Hans Grap.
W latach 1954–1972 wieś należała i była siedzibą władz gromady Nowogródek Pomorski. 
W latach 1975–1998 miejscowość administracyjnie należała do województwa gorzowskiego.

## Zabytki
- Kościół wczesnogotycki z II połowy XIII w. wzniesiony z ciosów granitowych, spalony w czasie wojny trzydziestoletniej, odbudowany w 1752 r., wieża szachulcowa z barokowym hełmem i szeroką, ośmioboczną latarenką. Wewnątrz barokowe organy, ciekawa ludowa polichromia z XVIII w. i stylizowany, neobarokowy ołtarz z XIX w.[8]
- park wiejski z ciekawym drzewostanem (aleje grabowa i kasztanowców, ponadto klon zwyczajny, jawor, wiąz szypułkowy, jesion wyniosły, lipa, buk, dąb, topola czarna).
- ruina wiatraka holenderskiego z XIX w. (przy ulicy Gorzowskiej).

## Sport
W miejscowości działał klub piłki nożnej – Klub Sportowy Mercury Nowogródek Pomorski. Założony został w 1995 roku, rozwiązany wiosną 2008 roku. Reaktywacja klubu nastąpiła w 2015 roku. Po rundzie jesiennej sezonu 2018/19 klub po raz kolejny został rozwiązany.